# Kohat
Kohat (paixtu کوهاټ) és una ciutat no municipi del Pakistan a la Província de la Frontera del Nord-oest. És la capital del districte de Kohat. La fortalesa, construïda el 1850, és el centre de la ciutat. La població el 1868 amb els campaments militars era d'11.274; el 1881 la ciutat tenia 13.490 habitants i els campaments militars 4.689 o sigui en total 18.179 habitants; el 1901 la població total era de 30.762 (12.670 al campament militar) ,

## Història
En una època imprecisa de domini budista dos rages de noms Adh i Kohat es van establir a la zona i el segon va fundar Kohat a la que va donar el seu nom i el raja Adh va donar el nom seu a la ruïnes d'un antic fort a pocs quilòmetres a l'oest. Al segle xiv els bangash la van refundar en un nou emplaçament no gaire lluny del primer. Fou saquejada per Baber el 1505. Entre 1819 i 1828 els sardars de Peshawar es van apoderar de Kohat, però el 1832 Azim Khan fou derrotat per Ranjit Singh prop de Naushera i els sardars de Peshawar van esdevenir tributaris de Lahore, que enviaven cada any un exèrcit a recaptar el tribut. El 1834 el sardar Hari Singh Nalwa va fugir i el general sikh Autar Singh Sindhanwalia, fou enviat a la zona i va esdevenir governador de Kohat però finalment es va retirar deixant el govern al Khan of Teri el 1836. El 28 de març de 1849 fou annexionada al domini britànic amb la resta del Panjab. El 1873 es va formar la municipalitat.

## Base aèria
La base aèria de Kohat (IATA: OHT, ICAO: OPKT) és un aeroport militar a la rodalia de Kohat